# グランビー (ケベック州)
グランビー（Granby）は、カナダのケベック州の モンテレジー地域のオート・ヤマスカ郡にある町。モントリオールから東に60㎞ほど位置し、人口は2016年時点で6万6222人、都市圏人口は85,056人となっている。

## 概要
先住民が住む土地であったが、1792年に英国ロイヤリストがイースタンタウンシップスを植民地化し1816年に創設された。1971年に町政を敷いた。2007年に周辺自治体と合併して現在に至る。町名の由来は英国軍兵士のジョンマナーズマーキスのグランビー。町内にはグランビー動物園がある。設立当初は英語圏であったが今ではフランス語圏となっている。イースタンタウンシップスの拠点都市として多くの観光客でにぎわう。

## 地理

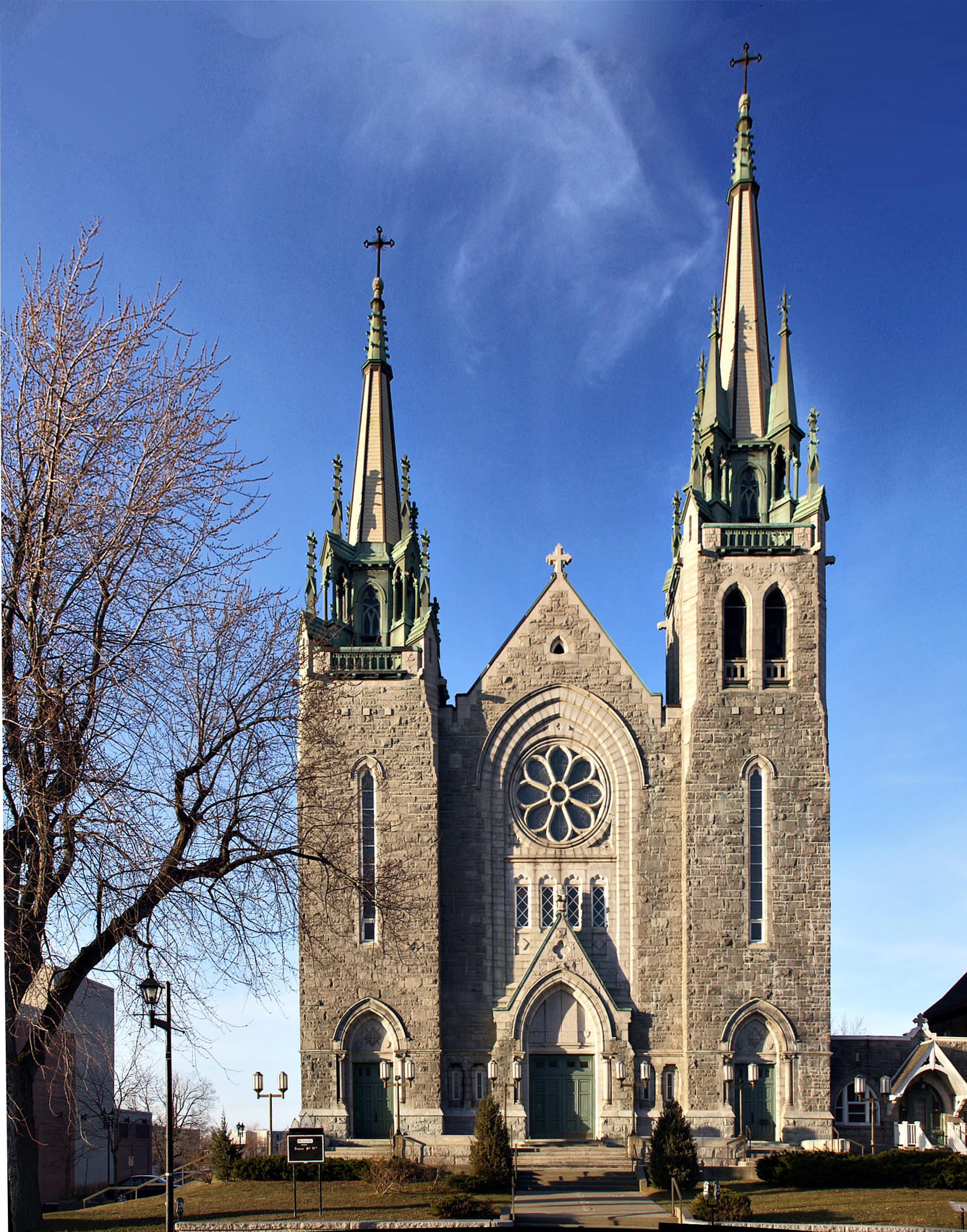
サントゥ・ファミーユ教会

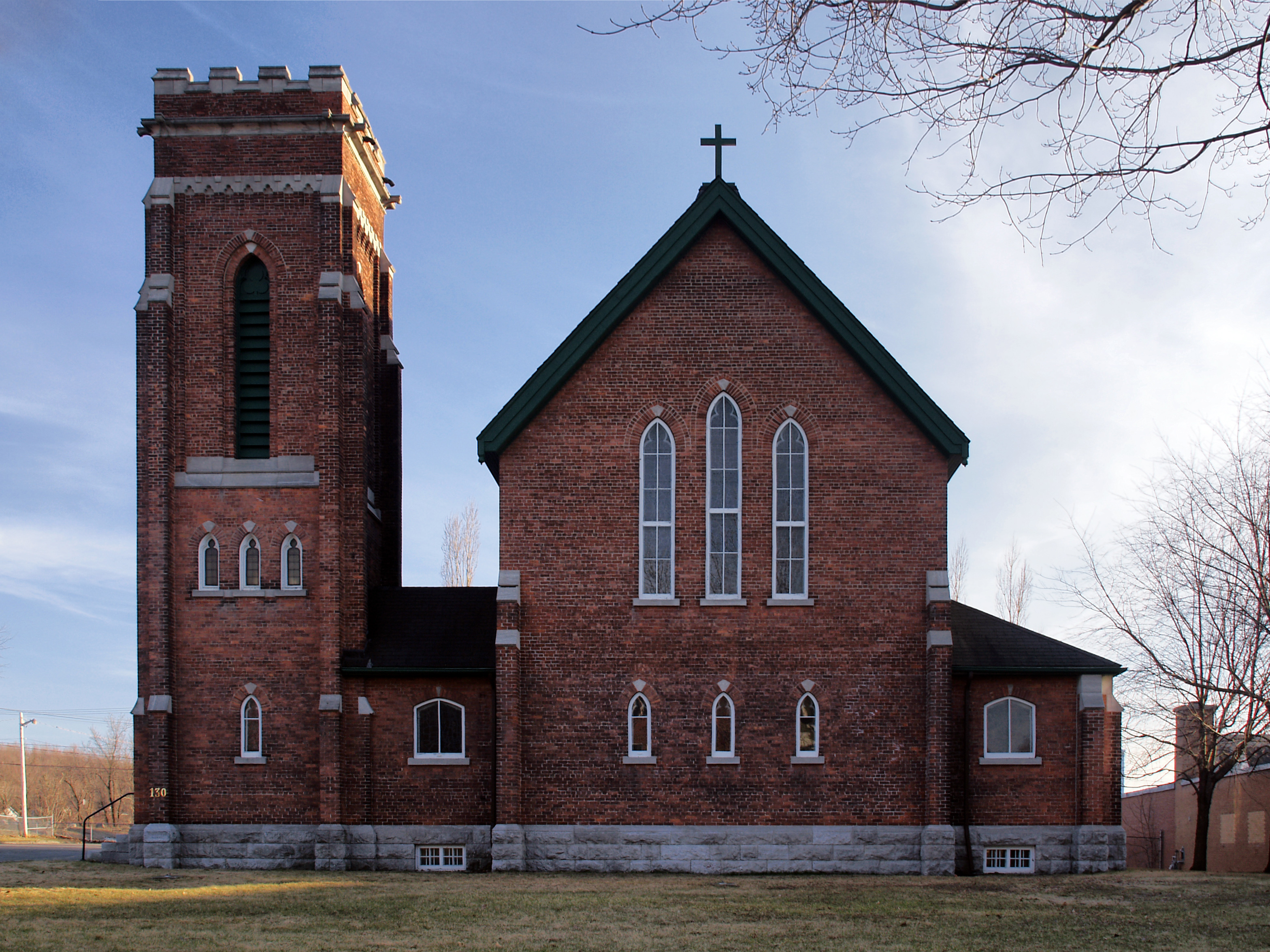
セントジョージ英国国教会

モントリオールの東60㎞に位置し、ちょうどモントリオール～シェルブルック間の中間地点にある。町内にはヤマスカ川が流れておりボワバン湖を形成している。ジョワニエール貯水湖周辺はヤマスカ国立公園となっている。このように、非常に緑が豊富な地域となっている。

### 人口
2016年センサスによる人口は66,222人である。2006年の統計による住民の母語の割合はフランス語が94.47%と大半を占める。ロイヤリストによる入植当初は英語圏であったため、地名には英語の地名が多く残っている。
| 母語話者（グランビー）2006 | 母語話者（グランビー）2006 | 母語話者（グランビー）2006 | 母語話者（グランビー）2006 | 母語話者（グランビー）2006 |
| -------------------------- | -------------------------- | -------------------------- | -------------------------- | -------------------------- |
|                            |                            |                            |                            |                            |
| フランス語                 | フランス語                 |                            | 94.47%                     | 94.47%                     |
| 英語                       | 英語                       |                            | 1.95%                      | 1.95%                      |

## 交通
1956年までモントリオール南部鉄道によってインターアーバンとしてモントリオールまで運行され1日5～6本の電車が運行されていた。現在は旅客鉄道は運行されていない。